# ENHANCE Alliance
Die ENHANCE Alliance (European Universities of Technology Alliance) ist eine Vereinigung von zehn forschungsintensiven technischen Universitäten in Europa. ENHANCE bietet ein geografisches Netzwerk, das bestrebt ist, Aspekte der europäischen Realität abzudecken und verschiedene Perspektiven des Diskurses und der Forschung zu drängenden globalen Themen wie Klimawandel, Nachhaltigkeit und Stadtentwicklung zu umfassen. Zusätzlich bietet das Netzwerk Studenten der Hochschulen die Möglichkeit verschiedener hochschulübergreifender Bildungsprogramme.

## Geschichte
ENHANCE ist aus der European Universities Initiative (EUI) erwachsen, die Allianzen zwischen europäischen Universitäten fördert. Im Jahr 2019 haben Hochschuleinrichtungen in der gesamten Europäischen Union 17 solcher Allianzen im Rahmen der ersten Pilotphase der Initiative gegründet. Im Jahr 2022 ging ENHANCE in die nächste Runde (ENHANCE+), wobei die ETH Zürich als zehntes Mitglied eintrat.

## Mitglieder
- Chalmers Tekniska Högskola AB
- Eidgenössische Technische Hochschule Zürich
- Politechnika Gdańska
- Norges Teknisk-Naturvitenskapelige Universitet
- Politecnico di Milano
- Rheinisch-Westfälische Technische Hochschule Aachen
- Technische Universität Berlin
- Technische Universiteit Delft
- Universitat Politècnica de València
- Politechnika Warszawska

## Bildungsprogramme

### European Pathways
Die European Education Pathways sind Teil  einer Vision, einen europäischen Campus unter den Partnerhochschulen zu schaffen. European Education Pathways sind ein System von gemeinsamen Lernzielen und -ergebnissen, ein Instrument der Fächerzuordnung, das es den Studenten ermöglicht, Kurse aus allen Bildungsangeboten der Partnerhochschulen auszuwählen. Durch diese Initiative soll Studierenden die Möglichkeit geben, im Rahmen ihrer Studiengänge Kurse aus dem Bildungsangebot mehrerer Partnerhochschulen zu belegen.
Die Kurse, die im Rahmen der European Pathways angeboten werden, sind vorab genehmigt und die Anerkennung von ECTS-Punkten ist garantiert.

### Zertifikate
ENHANCE-Zertifikatsprogramme sind gemeinsame Bildungsprogramme, die sich mit Themen von hoher gesellschaftlicher Relevanz befassen und sich aus einer Reihe verschiedener Lernaktivitäten zusammensetzen, die häufig Pflicht- und Wahlkomponenten kombinieren. Nach erfolgreichem Abschluss lassen sich die Teilnehmer ihre neu erworbenen Kompetenzen durch einen offiziellen ENHANCE-Micro-Credential bescheinigen, entweder in Form eines akademischen Zertifikats (für Studenten) oder eines beruflichen Zertifikats (für Fachleute).
ENHANCE-Zertifikatsprogramme richten sich sowohl an traditionelle Bachelor-, Master- oder Doktoranden, die ihr Studium durch einen zusätzlichen thematischen Schwerpunkt ergänzen wollen, als auch an lebenslang Lernende, die sich fort- oder weiterbilden wollen. Sie bieten Einblicke in das Wesen anderer Disziplinen oder behandeln relevante Querschnittsthemen und sind somit eine einfache Möglichkeit, Ihre beruflichen Karrierechancen zu verbessern und Ihren Bildungsweg individuell zu gestalten. Darüber hinaus bieten sie eine wertvolle internationale Erfahrung und machen Ihre Ausbildung reicher, persönlicher und flexibler.

### Bildungsplattform
EnhancEDplatform ist die personalisierte Lernumgebung der ENHANCE Alliance. Auf dieser Moodle-Plattform können Lehrende, Lernende und Administratoren alle Informationen über ihre Kurse austauschen und die Werkzeuge für deren Verwaltung nutzen: Inhaltsspeicher, Aufgaben, Prüfungen usw. in einem integrierten System.